# استینتا
استینتا (به ایتالیایی: Stienta) یک کومونه در ایتالیا است که در استان روویگو واقع شده‌است.

## خصوصیات
استینتا ۲۴٫۱ کیلومترمربع مساحت و ۳٬۱۱۸ نفر جمعیت دارد.